# 波爾斯基特倫貝什市鎮

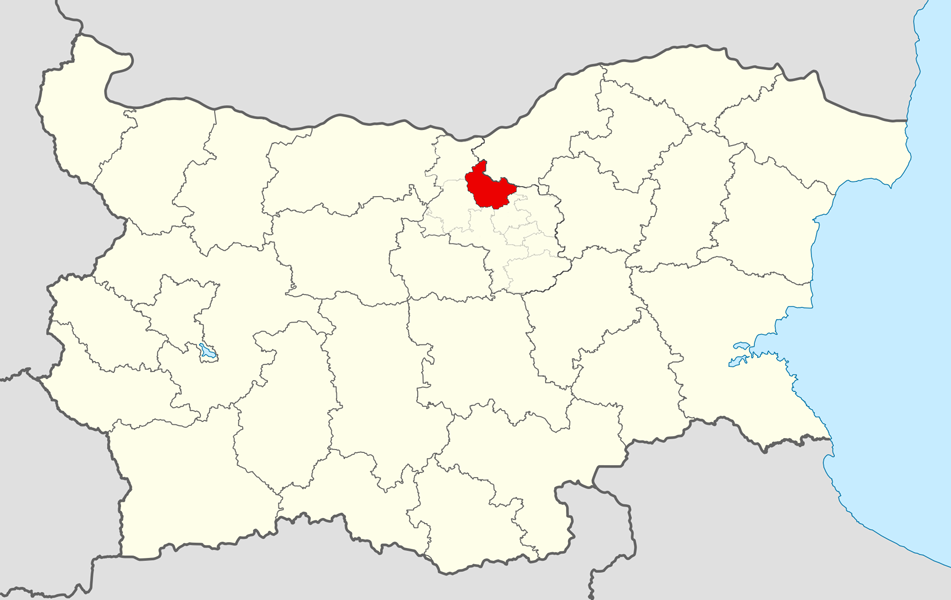

43°20′N 25°36′E / 43.333°N 25.600°E
波爾斯基特倫貝什市鎮，是保加利亞中北部大特爾諾沃州的市鎮，行政中心为波爾斯基特倫貝什，面積463.66平方公里，2009年人口15,309，人口密度每平方公里33.02人。